# 2 Pułk Mazurów
2 Pułk Mazurów – pułk jazdy polskiej doby powstania listopadowego.
Sformowany w grudniu 1830. Pułk otrzymał 21 krzyży złotych i 16 srebrnych.

## Dowódcy pułku
- płk Walewski (od 25 grudnia 1830),
- mjr Józef Necki (od 21 września 1831).

## Walki pułku
Pułk brał udział w walkach w czasie powstania listopadowego.
Bitwy i potyczki:
- Grochów (25 lutego),
- Praga (10 marca),
- Chrzcianka (28 marca),
- Wodynie (9 kwietnia),
- Iganie, Liw (10 kwietnia),
- Sucha (1 maja),
- Ciechanowiec (19 maja),
- Nadbory (21 maja),
- Tymianki, Zuzel (22 maja),
- Kurków (24 maja),
- Ostrołęka (26 maja),
- Raciąż (23 lipca),
- Rypin (3 października).